# 柯西陨石坑
柯西陨石坑（Cauchy）是位于月球正面静海东部的一座撞击坑，其名称取自法国数学家暨机械工程师奥古斯丁·路易·柯西（1789年-1857年），1935年被国际天文学联合会批准接受。

## 描述

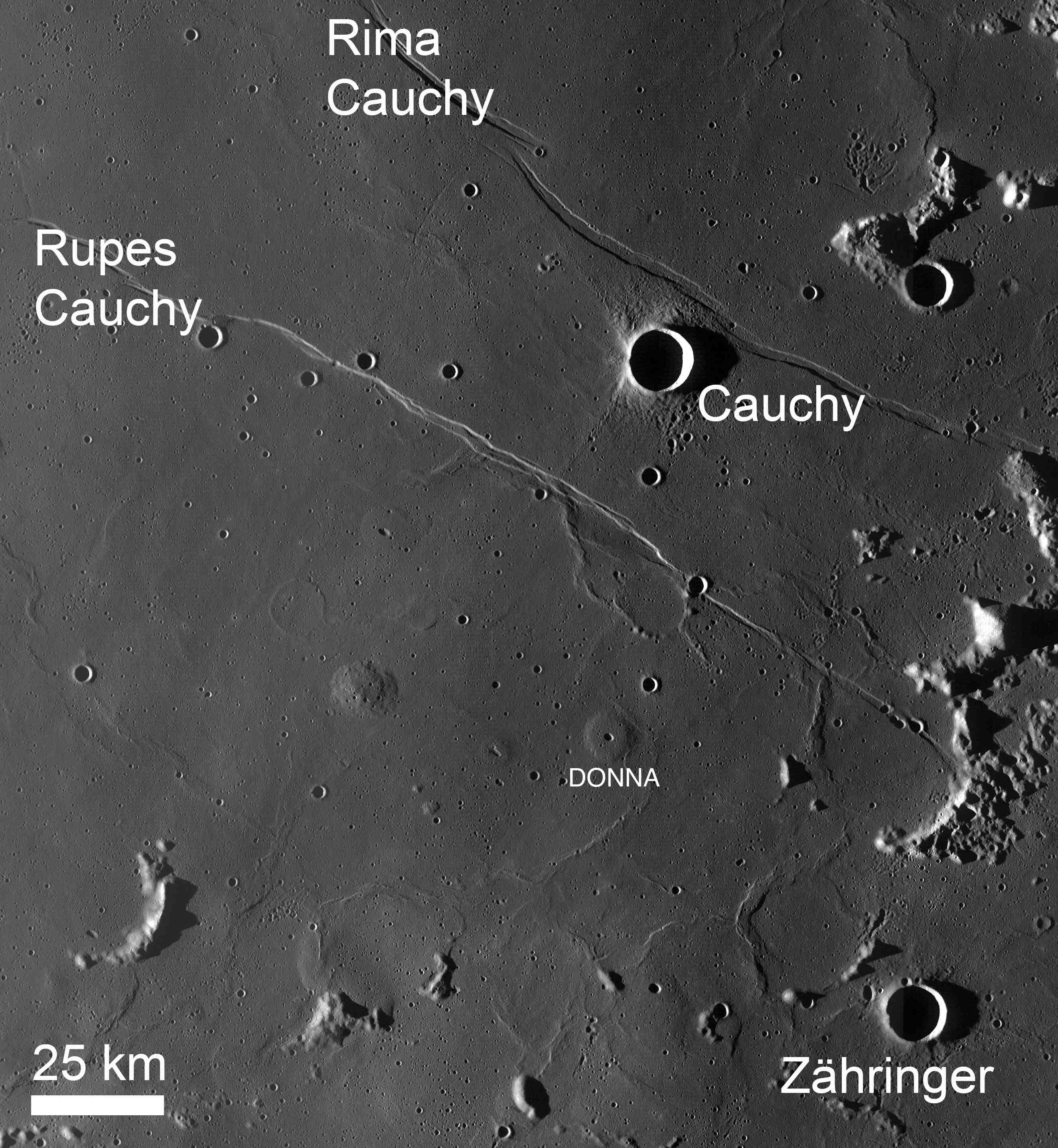
柯西陨石坑周边，月球勘测轨道飞行器拍摄。

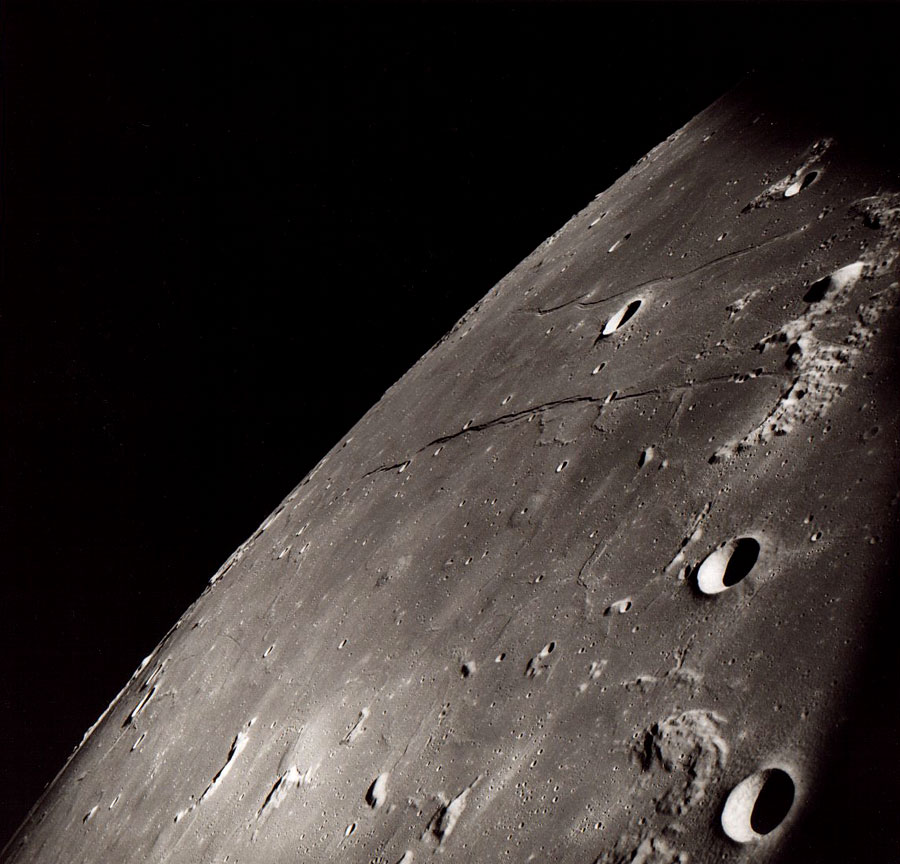
阿波罗8号拍摄的位于柯西断崖和柯西月溪之间的柯西陨石坑(右上部)，美国宇航局图片。

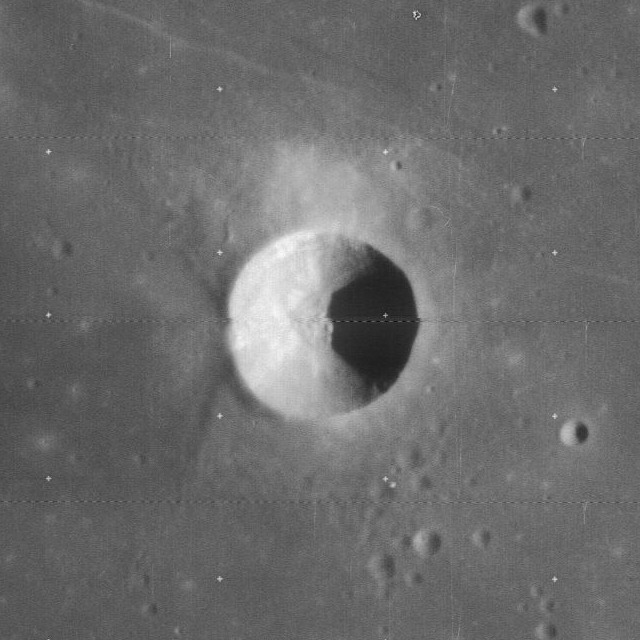
月球轨道器4号拍摄的图像

该陨坑东北偏北和东面分别毗邻略大的莱尔陨石坑和达·芬奇陨石坑，东南偏东及东南偏南分别坐落了被熔岩淹没的劳伦斯陨石坑和峻峭侧立的策林格陨石坑，而它的南面及西南分别是更小的唐娜陨石坑和弧状的阿耶波多陨石坑。柯西陨石坑的南北二侧分别横亘了柯西断崖和柯西月溪，睡沼坐落在它的东北，而它的东面和东南分别濒临和谐湾和丰富海。
该陨坑中心月面坐标为9°34′S 38°38′E / 9.56°S 38.63°E，直径11.80公里，深约1.93公里。
柯西陨石坑外观轮廓接近圆形，坑壁峻峭、边缘完整清晰，平整的内侧壁呈现出较高的反照率，并分布着由碎岩屑构成的明亮辐射条纹。它的西侧外壁连接了二道小山脊，外观类似拉丁字母“V”。该陨坑坑壁最大高出周边地形440米，内部容积约65.72立方千米。坑底表面崎岖不平，坐落了二座小山丘。

## 月溪、断崖与月丘
柯西陨石坑东北横亘着一条被称作"柯西月溪"的宽阔裂槽，呈线状般蜿蜒伸展约167公里。而该陨坑的西南也分布有一道长约120公里的称作"柯西断崖"的断层带，它与西北的柯西月溪相平行，而它的南面有二座名为“柯西·奥米伽”（ω）和“柯西·陶”（τ）的月丘，它们分别位于柯西陨石坑的南面和西南，每座月丘的顶部都有一座微型穴坑。

## 卫星陨石坑
按惯例，最靠近柯西陨石坑的卫星坑将在月图上以字母标注在它的中心点旁边。
| 柯西 | 纬度     | 经度     | 直径     |
| ---- | -------- | -------- | -------- |
| A    | 12.07° N | 37.86° E | 8..公里  |
| B    | 9.70° N  | 35.8° E  | 4.57公里 |
| C    | 8.16° N  | 38.86° E | 3.60公里 |
| D    | 10.02° N | 40.29° E | 8.56公里 |
| E    | 8.83° N  | 38.57° E | 3.41公里 |
| F    | 9.55° N  | 36.80° E | 3.44公里 |
| M    | 7.62° N  | 35.05° E | 3.36公里 |
| U    | 8.79° N  | 42.28° E | 4.90公里 |
| V    | 8.96° N  | 41.44° E | 4.44公里 |
| W    | 10.57° N | 41.67° E | 3.92公里 |

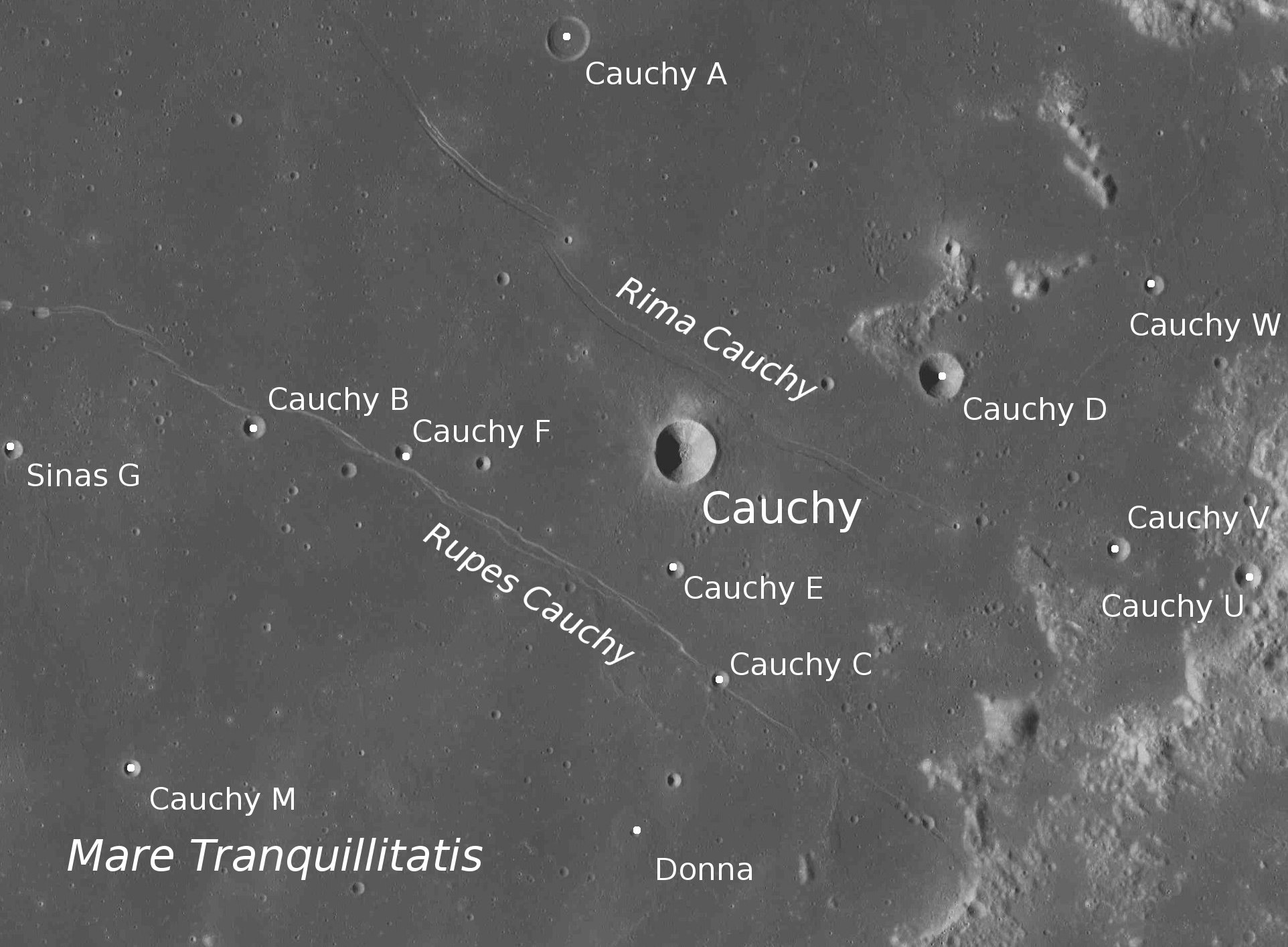
月球勘测轨道飞行器拍摄

- 柯西陨石坑及卫星坑“柯西 D”也是日食期间曾记录到的表面温度发生异常的月球陨坑之一，主要是其地质龄不长，表面尚未形成能产生隔热作用的表岩屑覆盖层所致。

## 另请参阅
- Andersson, L. E.; Whitaker, E. A. . NASA RP-1097. 1982.
- Blue, Jennifer. . USGS. July 25, 2007  [2007-08-05]. （原始内容存档于2013-02-13）.
- Bussey, B.; Spudis, P. . New York: Cambridge University Press. 2004. ISBN 978-0-521-81528-4.
- Cocks, Elijah E.; Cocks, Josiah C. . Tudor Publishers. 1995. ISBN 978-0-936389-27-1.
- McDowell, Jonathan. . Jonathan's Space Report. July 15, 2007  [2007-10-24]. （原始内容存档于2012-05-26）.
- Menzel, D. H.; Minnaert, M.; Levin, B.; Dollfus, A.; Bell, B. . Space Science Reviews. 1971, 12 (2): 136–186. Bibcode:1971SSRv...12..136M. doi:10.1007/BF00171763.
- Moore, Patrick. . Sterling Publishing Co. 2001. ISBN 978-0-304-35469-6.
- Price, Fred W. . Cambridge University Press. 1988. ISBN 978-0-521-33500-3.
- Rükl, Antonín. . Kalmbach Books. 1990. ISBN 978-0-913135-17-4.
- Webb, Rev. T. W.  6th revised. Dover. 1962. ISBN 978-0-486-20917-3.
- Whitaker, Ewen A. . Cambridge University Press. 1999. ISBN 978-0-521-62248-6.
- Wlasuk, Peter T. . Springer. 2000. ISBN 978-1-85233-193-1.